# Sabotage/Live
Sabotage/Live è un album Live di John Cale, pubblicato dalla Spy Records Ltd. nel dicembre del 1979. Il disco fu registrato dal vivo nel giugno del 1979 al CBGB di Manhattan, New York City, New York (Stati Uniti).

## Tracce
Brani composti da John Cale, eccetto dove indicato
Lato A
1. Mercenaries (Ready for War) – 7:33
2. Baby You Know – 3:52
3. Evidence – 3:28
4. Dr. Mudd – 3:42
5. Walkin' the Dog – 4:06 (Rufus Thomas)

Lato B
1. Captain Hook – 11:26
2. Only Time Will Tell – 2:37
3. Sabotage – 4:59
4. Chorale – 3:42

Edizione CD del 2000, pubblicato dalla Diesel Motor Records (MOTOR CD 1002)
1. Mercenaries (Ready for War) – 7:54
2. Baby You Know – 4:01
3. Evidence – 3:32
4. Dr. Mudd – 3:54
5. Walkin' the Dog – 4:08 (Rufus Thomas)
6. Captain Hook – 11:27
7. Only Time Will Tell – 2:26
8. Sabotage – 4:25
9. Chorale – 3:48
10. Chickenshift – 3:35 – Bonus Track
11. Memphis – 3:25 (Chuck Berry) – Bonus Track
12. Hedda Gabler – 8:12 – Bonus Track
13. Rosegarden Funeral of Sores – 5:43 – Bonus Track

## Musicisti
- John Cale - voce, pianoforte, chitarra, basso (fretless), viola, produttore
- Marc Aaron - chitarra solista
- Joe Bidewell - tastiere, voce
- George Scott - basso, voce
- Dougie Bowne - batteria, voce
- Deerfrance - percussioni